# نسبت تراکم

چرخه کامل موتور چهارزمانه

نسبت تراکم (به انگلیسی: Compression Ratio)موتورهای درون‌سوز نسبتی است که به مقدار حجم سیلندر در نقطه آغاز تراکم و نقطه پایان تراکم که همان نقطهٔ آغاز آتش زایی است گفته می‌شود.
برای نمونه موتوری که نسبت تراکم آن یازده به یک باشد حجم سیلندر در متراکم‌ترین حالت خود یک یازدهم حالتی است که سیلندر در بازترین حالت خود قرار دارد. که این نسبت را به صورت ۱۱/۱ (یازده بر روی یک) نمایش می‌دهند.
هر چه نسبت تراکم بیشتر باشد راندمان موتور هم بیشتر خواهد بود و البته در موتور ها برای تراکم محدودیت هایی وجود دارد.در موتور های بنزینی حداکثر نسبت تراکم 
یک به دوازده است و در موتورهای دیزل یک به بیست و شش است.نسبت تراکم به کیفیت بنزین و جنس و اب بندی قطعات بسته است.